# Stenocercus quinarius
Espèce
Stenocercus quinarius est une espèce de sauriens de la famille des Tropiduridae.

## Répartition
Cette espèce est endémique du Minas Gerais au Brésil.

## Publication originale
- Nogueira & Rodrigues, 2006 : The genus Stenocercus (Squamata: Tropiduridae) in extra-Amazonian Brazil, with the description of two new species. South American Journal of Herpetology, vol. 1, no 3, p. 149-165 (texte intégral).